# 华美丽跳蛛
华美丽跳蛛（学名：Chrysilla lauta）为跳蛛科丽跳蛛属的动物。分布于缅甸、越南以及中国大陆的海南等地。该物种的模式产地在缅甸。